# BMW E6
La BMW E6 (sigla di progetto Typ 114 K) è una famiglia di autovetture compatta di fascia media prodotte dalla casa automobilistica tedesca BMW tra il 1971 ed il 1974. Viene spesso indicata anche come Serie 02 Touring perché derivata direttamente dalla gamma della Serie 02 e in quanto le denominazioni commerciali di tutte le versioni costituenti la gamma erano accompagnate dalla denominazione Touring.

## Storia

### Nascita del modello

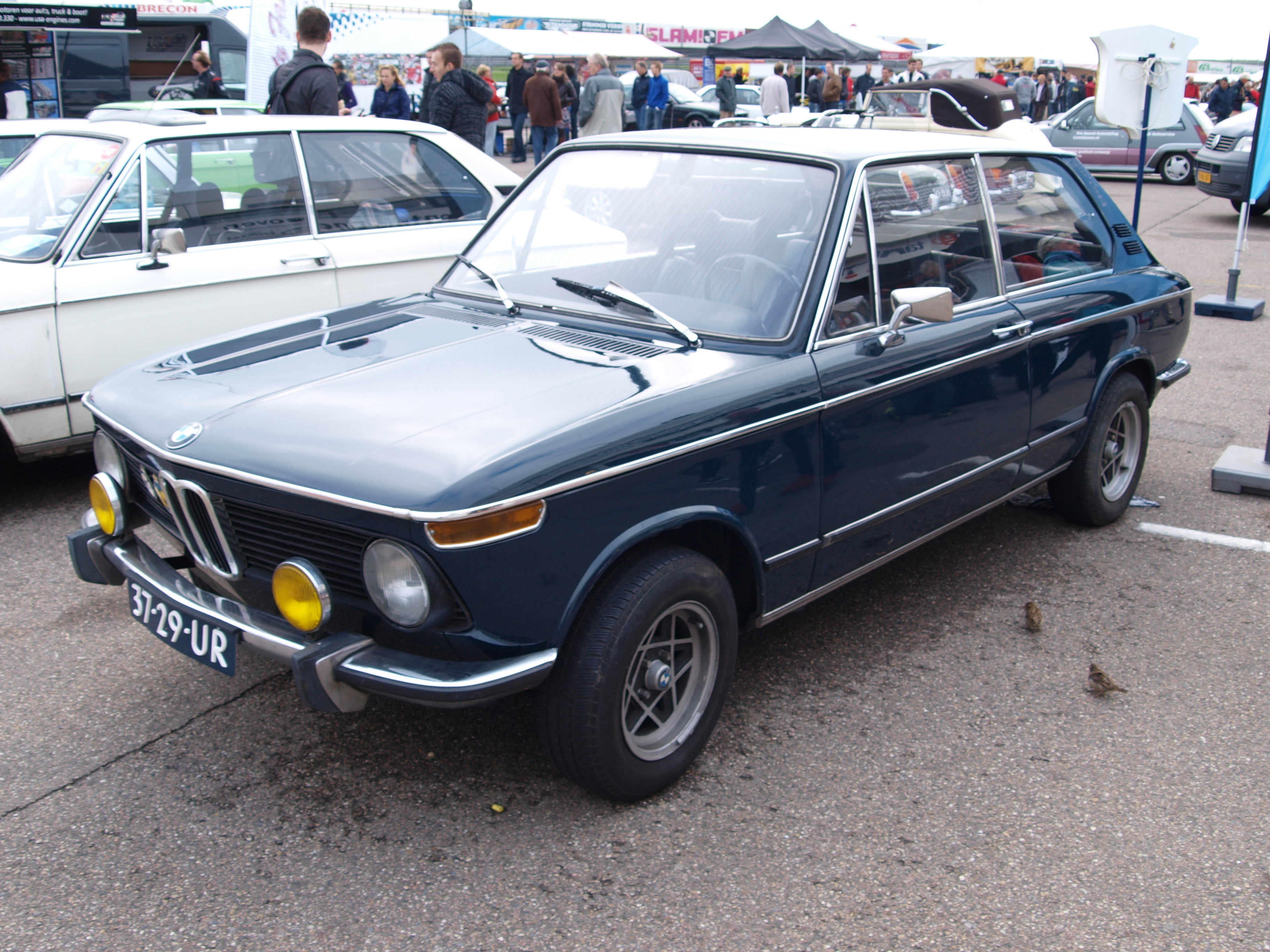
BMW Touring 1600 del 1972

Le origini della gamma E6 sono da ricercare nella collaborazione fra BMW e Glas, poi sfociata nell'acquisizione di quest'ultima da parte della casa dell'Elica. Nell'aprile del 1968 la Glas, ormai da due anni di proprietà della BMW scomparve dal panorama dei costruttori automobilistici, eliminando così tutta la sua gamma di modelli ed in particolare la 1304 CL, una sorta di ibrido fra una giardinetta ed una coupé basata sulle contemporanee berline della Serie 04.  Contemporaneamente venne tolta di produzione anche la BMW 1600 GT, una coupé dalla linea sportiva basata su un precedente progetto Glas.  Alla BMW, però, si stava lavorando già da tempo ad un progetto decisamente fuori dalle righe e cioè di progettare un modello erede della 1304 CL. Fu infatti risalente già al maggio del 1965 il primo disegno relativo ad una vettura dalla carrozzeria simile ad una shooting brake compatta, disegno realizzato presso il Centro Stile BMW dal designer Georg Bertram, che la identificò provvisoriamente con il nome di City. Il proposito fu di fatto quello di utilizzare la base meccanica della berlina 1600. Inoltre, già nel 1966 vennero quantificati i costi di industrializzazione, produzione e commercializzazione. L'uscita di scena della BMW 1600 GT diede maggior impulso allo sviluppo di questo progetto, per il quale si vollero prevedere le migliori motorizzazioni provenienti dalla Neue Klasse e dalla Serie 02, in modo da unire la praticità della 1304 CL alle prestazioni brillanti della 1600 GT. E proprio la Serie 02 venne scelta fra l'altro come "donatrice" della scocca, essendo arrivata sul mercato più di recente e quindi possedendo uno stile leggermente più moderno.
Il progetto 114 K subì una decisa accelerazione nel 1969, quando videro la luce alcuni modelli potenziali concorrenti della futura BMW compatta, prima fra tutte la Ford Capri, più sportiveggiante nelle linee e nelle velleità, ma sprovvista di portellone posteriore. In realtà il progetto 114 K non incontrò il favore di tutti i membri del consiglio di amministrazione: secondo il direttore delle vendite Paul Hahnemann la vettura non avrebbe incontrato un successo commerciale tale da poter garantire la redditività del prodotto. Della stessa opinione fu anche il responsabile delle ricerche di mercato Bernt Spiegel, preoccupato del fatto che un incrocio fra coupé e giardinetta avrebbe finito per sminuire l'aura di sportività che proprio in quegli anni la BMW si stava costruendo intorno a sé dopo essere uscita finalmente dai disastrosi bilanci finanziari del decennio precedente. Ma tant'è che il progetto andò avanti fino a completo sviluppo: la Serie 02 Touring cominciò ad essere prodotta nell'aprile del 1971 per essere poi lanciata sul mercato nell'agosto dello stesso anno. Nel frattempo i disaccordi fra Hahnemann e gli altri membri del consiglio di amministrazione BMW erano proseguiti, fino ad arrivare al punto di rottura: nel novembre del 1971 rassegnò le dimissioni e lasciò per sempre la casa dell'Elica.

### Design esterno ed interno

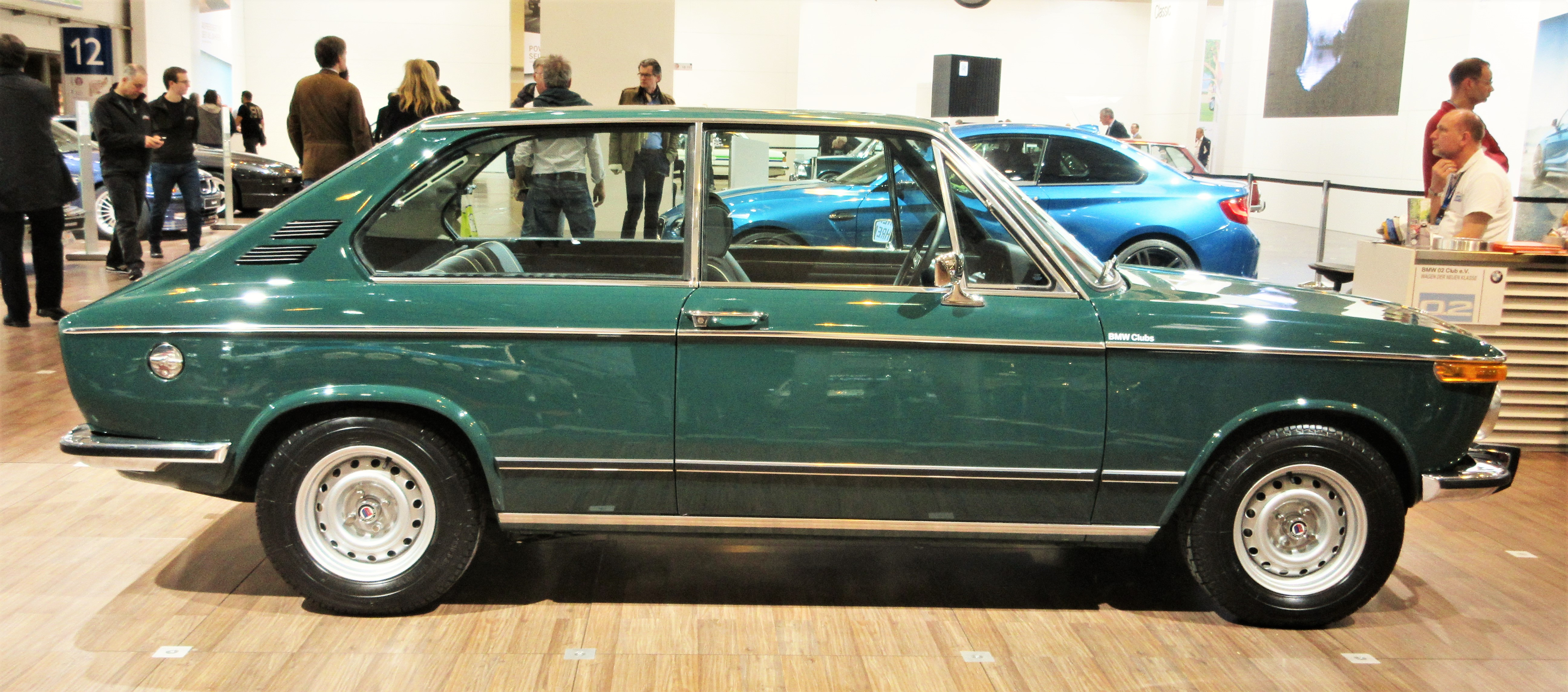
Vista laterale di una 2000 Tii Touring

Se il tipo di carrozzeria proposto dalla gamma E6 risultava quasi completamente inedito (eccezion fatta per la 1800 ES, sua più diretta concorrente) esteticamente riprendeva tutti i caratteri della Serie 02. La parte anteriore era ripresa pari pari dalle contemporanee berline a due porte di casa BMW, con il suo frontale proteso in avanti, i grandi proiettori circolari, la mascherina a due listelli orizzontali tagliata al centro dalla calandra a doppio rene, il cofano motore che incorporava una piccola porzione superiore di parafango e gli indicatori di direzione adagiati lungo la linea di battuta del cofano motore stesso. La vista laterale metteva in risalto il disegno della coda e il montante posteriore dotato del famoso gomito di Hofmeister e con due piccoli sfoghi d'aria su ogni montante. La parte posteriore fu invece quella più caratterizzante in quanto dotata di lunotto e montanti posteriori spioventi come in una coupé, ma non in misura eccessiva, in modo da consentire il carico di oggetti abbastanza ingombranti. Della Serie 02 vennero ripresi anche i gruppi ottici posteriori di forma circolare, stavolta racchiusi assieme alla targa all'interno di uno spazio incassato e delimitato dai bordi della coda stessa. E proprio il vano bagagli era la specialità della gamma E6: con il divano posteriore in posizione non riusciva ad offrire molto spazio in più rispetto alla berlina (solo 490 litri anziché 450), ma la capacità poteva essere ampliata abbattendo lo schienale posteriore. L'abitacolo corrispondeva nell'impostazione a quello delle berline 02 a 2 porte.

### Struttura, meccanica e motori

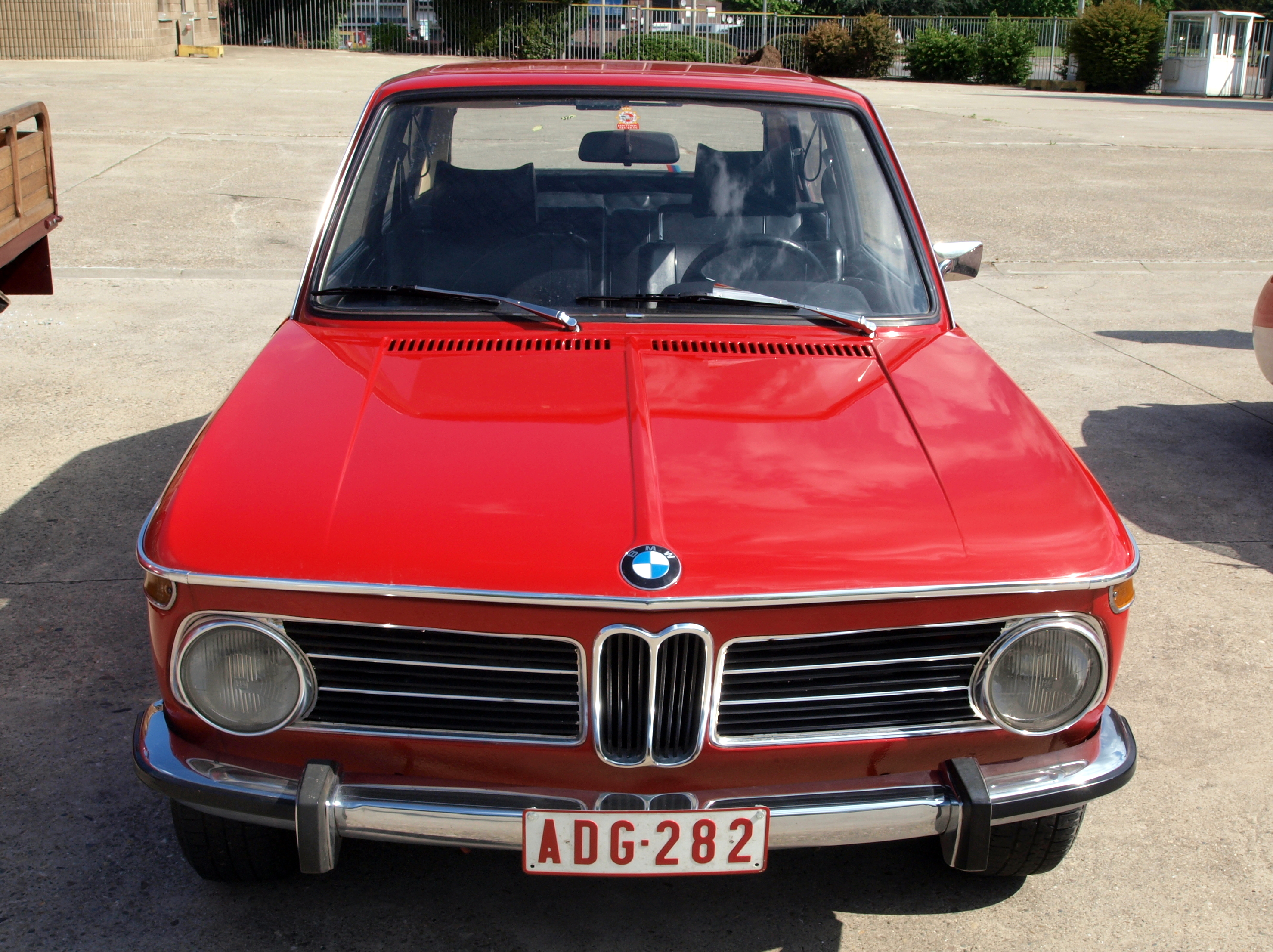
Il frontale di una delle prime Serie 02 Touring

Il pianale su cui vennero realizzati i modelli della gamma E6 era lo stesso della Serie 02, ma con passo accorciato di 5 cm. Vennero quindi riproposti gli stessi schemi relativi a sospensioni (con avantreno di tipo MacPherson e retrotreno a bracci oscillanti), all'impianto frenante misto (anteriori a disco e posteriori a tamburo) e allo sterzo a vite e rullo.
Al suo debutto, la gamma E6 venne proposta in tre motorizzazioni:
- 1600 Touring: motorizzazione di base consistente nell'unità M116 da 1573 cm3, con alimentazione a carburatore monocorpo e con potenza massima di 85 CV;
- 2002 Touring: motorizzazione intermedia rappresentata dall'unità M05 da 1990 cm3 con alimentazione a carburatore monocorpo e con potenza massima di 100 CV;
- 2002 Tii Touring: motorizzazione di punta, sempre basata sul 2 litri della famiglia M10, ma stavolta con alimentazione ad iniezione meccanica Kugelfischer e potenza massima di 130 CV.

Il cambio era del tipo manuale a 4 marce con leva sul pavimento. A richiesta era possibile avere un cambio a 5 marce, sempre manuale oppure, nei motori da 2 litri, anche un cambio automatico a 3 rapporti.

## Evoluzione della gamma

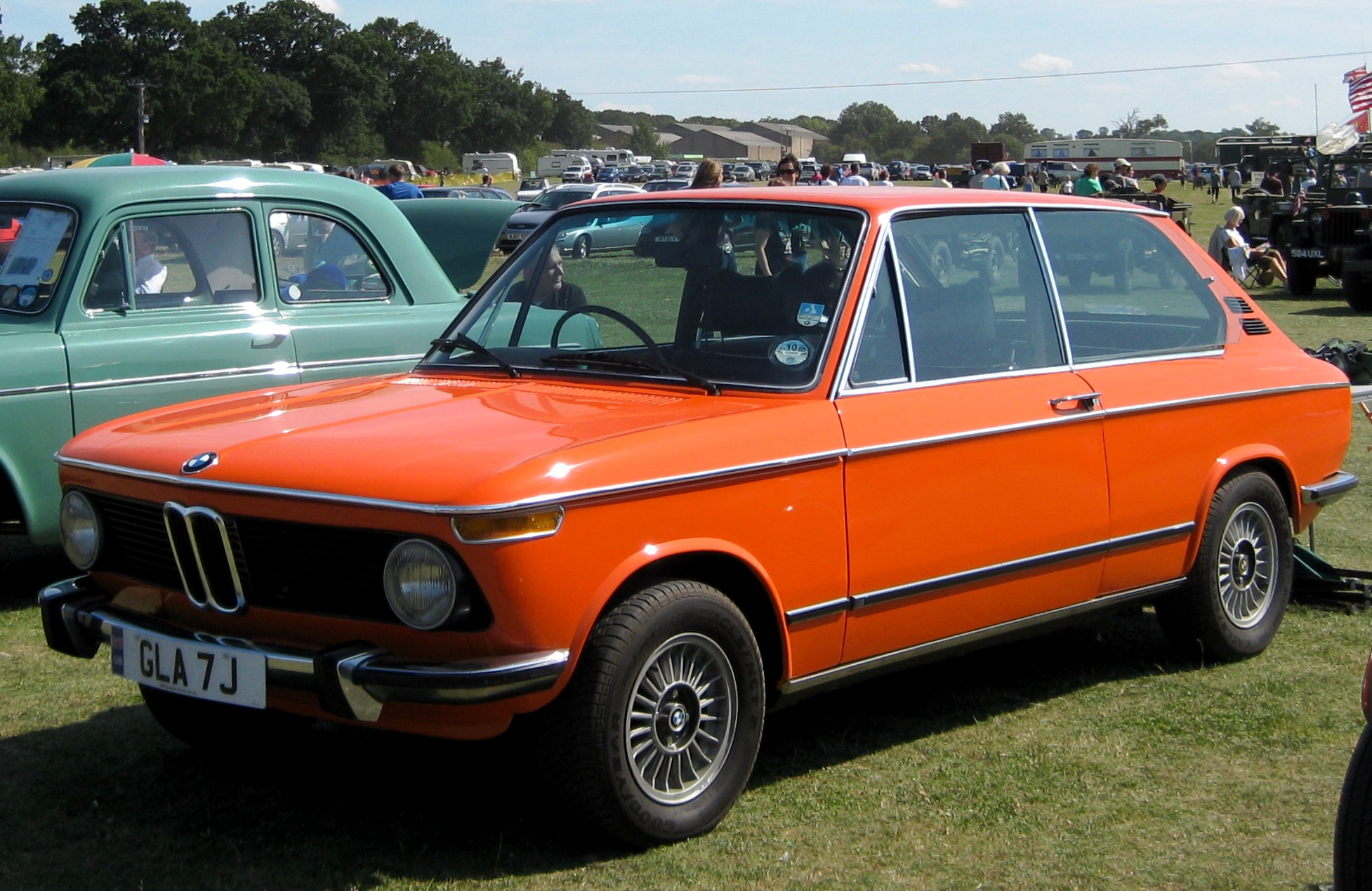
Una 2000 Touring dopo il restyling del 1973

Il primo step evolutivo della gamma E6 si ebbe nel mese di ottobre del 1971, due mesi dopo l'avvio della commercializzazione, quando la gamma venne ampliata con l'arrivo della 1800 Touring, equipaggiata con un motore M118 da 1766 cm3 in grado di erogare fino a 90 CV di potenza massima.
Purtroppo però le previsioni di Hahnemann si avverarono: la Serie 02 Touring stentò molto ad imporsi nel mercato, a causa proprio della sua linea ibrida che non venne capita molto dal pubblico. Chi voleva un'auto del genere in quegli anni optava per vetture come la Simca 1100, che disponeva di due portiere supplementari ed offriva quindi un più elevato livello di praticità ad un prezzo inferiore, anche se le prestazioni non erano sicuramente allo stesso livello della tedesca.
Nell'agosto del 1973 la gamma fu sottoposta al restyling che contemporaneamente coinvolse anche la berlina a due porte: cambiò in particolar modo la mascherina, ora completamente in plastica nera, senza più elementi cromati. Posteriormente non vi furono novità di sorta, mentre all'interno dell'abitacolo vi furono aggiornamenti solo di dettaglio. Per quanto riguardava la gamma, la 1800 Touring cambiò nome in 1802 Touring, mantenendo però invariate le sue caratteristiche tecniche, mentre la 1600 Touring scomparve semplicemente dal listino.
La produzione della gamma E6 cessò nell'aprile del 1974: ne vennero prodotti solo 30.206 esemplari.

## Riepilogo caratteristiche
Di seguito vengono riepilogate le caratteristiche relative ai modelli costituenti la gamma E6 (o Serie 02 Touring):

## Versioni Alpina
Della gamma E6 furono approntate alcune versioni speciali, prodotte in numero limitato e realizzate dalla Alpina di Buchloe, da sempre legata alla BMW, di cui realizza delle versioni particolarmente ricche e prestazionali dei modelli di normale produzione. Della gamma E6, non particolarmente prediletta neppure dalla Alpina, vennero comunque realizzati due modelli:
- BMW Touring Alpina, in pratica una 2000 Tii Touring con allestimento sportivo. Il motore era lo stesso di quelli delle altre Tii Touring regolarmente prodotte, mentre venne arricchita la dotazione interna e montati dei nuovi cerchi dal disegno specifico che verrà riproposto nei decenni a venire, con opportuni aggiornamenti, anche nelle Alpina basate sui modelli futuri della casa dell'Elica[7];

- BMW Touring Alpina Turbo, prodotta in appena 4 esemplari ed equipaggiata con il motore della 2002 Turbo, in grado di erogare fino a 170 CV di potenza massima.